# Kanton Baambrugge
Het kanton Baambrugge was een kanton van het Franse Zuiderzeedepartement. Het kanton Baambrugge maakte deel uit van het arrondissement Amsterdam.

## Gemeenten
Het kanton Baambrugge omvatte de volgende gemeenten:
- Baambrugge
- Abcoude
- Vinkeveen
- Waverveen